# Buenoa amnigenus
Buenoa amnigenus  (лат.) — вид клопов семейства гладышей.

## Описание
Мелке клопы, длиной тела 4,8–5,4 мм. Расстояние между глазами в самом узком месте менее 1/10 ширины темени. Верхняя губа окаймлена парой пучков щетинок. Зубец губы немного длиннее третьего членика губы, находится ближе к основанию членика. Передние бедра без стридуляционной области.

## Биология
Питается личинками кровососущих комаров.

## Генетика
В хромосомном наборе 12 пар аутосом. Система определение пола X0. У самцов половая хромосома не парная.

## Распространение
Встречается в Южной Америке (Аргентина, Боливия, Бразилия, Гайана, Парагвай. Перу, Суринам) и на островах Тринидад и Тобаго